# 上台駅
上台駅（サンデえき）は朝鮮民主主義人民共和国両江道金正淑郡に位置する朝鮮民主主義人民共和国鉄道省北部内陸線の駅である。